# Smittia solominae
Smittia solominae (лат.) — вид комаров-звонцов рода Smittia из подсемейства Orthocladiinae. Кабардино-Балкарская Республика, Северный Кавказ, на окраинах ледников на Эльбрусе.

## Этимология
Вид S. solominae назван в честь российского гляциолога и палеоклиматолога Ольги Николаевны Соломиной (Институт географии РАН), посвятившей всю свою жизнь изучению ледников Большого Кавказа.

## Описание
Комары-звонцы мелкого размера (длина имаго 2,0—3,4 мм, длина личинок 4-го возраста 4,3—5,8 мм), основная окраска имаго от тёмно-коричневого до чёрного. Окраска личинок зеленовато-голубоватая, голова жёлтая. Крылья сероватые, длина 2,08—2,2 мм, ширина 0,56—0,58 мм. Жгутик усика 13-члениковый. Глаза почковидные, волосатые. Височные щетинки включают 4 внутренних и 5—6 наружных. Наличник с 7—13 щетинками. Антенна с 13 члениками жгутика и плюмажем щетинок длиной 148—213 мкм; терминальный жгутик с 1 субапикальной щетинкой длиной 36—44 мкм; АР 0,86—0,91. Длина пальпомеров (мкм): 20—24, 36, 76—92, 56—72, 80—108. Ширина головы/длина щупиков 1,5—1,8. Шпоры средних голеней длиной 20—22 мкм. Шпоры задних голеней 44—48 мкм и 20—44 мкм. Задние голени с гребнем из примерно 16 щетинок.

## Биология и распространение
Вид населяет поверхность крупных долинных ледников Центрального Кавказа на высоте от 2600 м над уровнем моря. В настоящее время взрослые, куколочные и личиночные стадии S. solominae обнаружены на двух ледниках горного массива Большого Кавказа в пределах Кабардино-Балкарской Республики: леднике Башкара (43,206675 с. ш., 42,723542 в. д., высота — 2600 м над ур. моря) и леднике Безинги (43,064789 с. ш., 43,087328 в. д., высота — 2750 м над уровнем моря). Лишь личинки обнаружены на леднике Кашкаташ (43,209886 с. ш., 42,683997 в. д., высота — 2610 м над уровнем моря), а также в пределах Кабардино-Балкарии.
Во всех случаях S. solominae был найден относительно далеко от края ледника, обычно в нескольких сотнях метров. Личинки, куколки и взрослые особи этого вида обитают в пространствах под крупными камнями, падающими на ледник с окружающих каменистых склонов долин. Их находили как на нижней стороне скал, непосредственно примыкающих ко льду, так и на поверхности льда под камнями. Летающих взрослых особей не наблюдалось (вероятно, из-за постоянных сильных ветров), хотя скопления имаго (в том числе спаривающихся особей) встречались на нижней стороне скал. В некоторых случаях плотность S. solominae (имаго и куколок) на льду достигала 15-20 особей на квадратный метр, а личинок на поверхности камней — 0,9-2,4 особи на квадратный дециметр; однако их распределение по поверхности ледника крайне неравномерно. Личинки, вероятно, ведут альгофагический образ жизни и питаются водорослями, покрывающими поверхность ледника и камни. Их распространение может быть связано с скоплениями водорослей на поверхности ледника. Наличие одновременно личинок разного возраста, куколок и взрослых особей указывает на длительный период вылета этого вида. S. solominae вне поверхности ледника особи не наблюдались. В ночное время взрослые особи не летели в сторону специально установленных световых ловушек, расположенных за пределами ледника. Возможно, взрослые особи этого вида не обладают способностью активно передвигаться, отчасти из-за постоянных минусовых температур на поверхности.